# Église Saint-Victor de Saint-Victor-sur-Arlanc
Pour les articles homonymes, voir Église Saint-Victor.
L'église Saint-Victor est une église catholique de style roman située à Saint-Victor-sur-Arlanc, dans le département français de la Haute-Loire en région Auvergne-Rhône-Alpes.

## Historique
L'église romane a été construite aux XIe et XIIe siècles.
Le seigneur de Beaumont permet aux Antonins de s'implanter à Saint-Victor au cours du XIIe siècle. Ceux-ci y fondent une commanderie. En 1776, toutes les commanderies de Saint-Antoine sont réunies à l'ordre de Saint-Jean de Jérusalem.

## Statut Patrimonial
L'église Saint-Victor fait l'objet d'un classement au titre des monuments historiques depuis le 21 mai 1910.

## Architecture

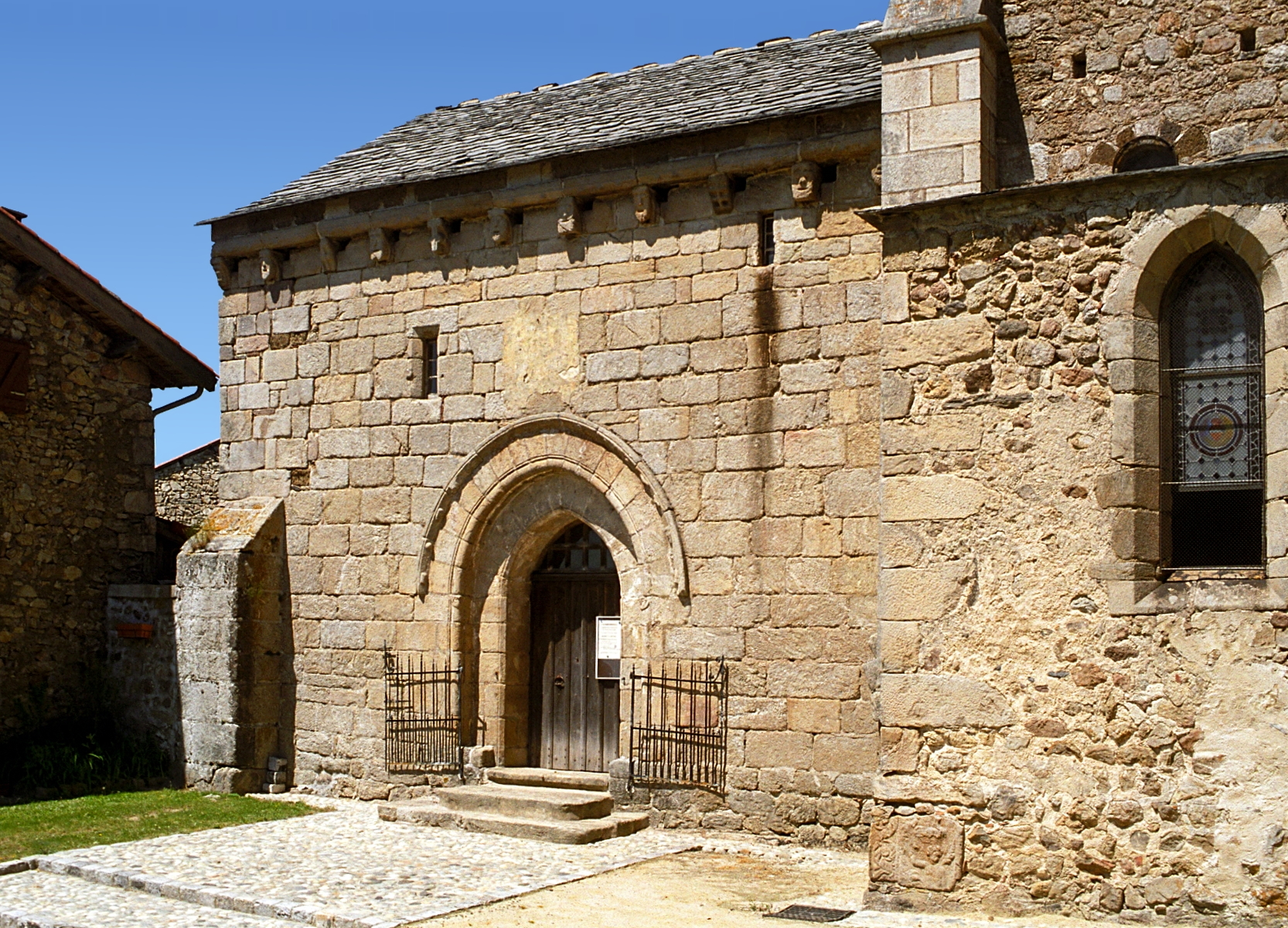
Le portail.
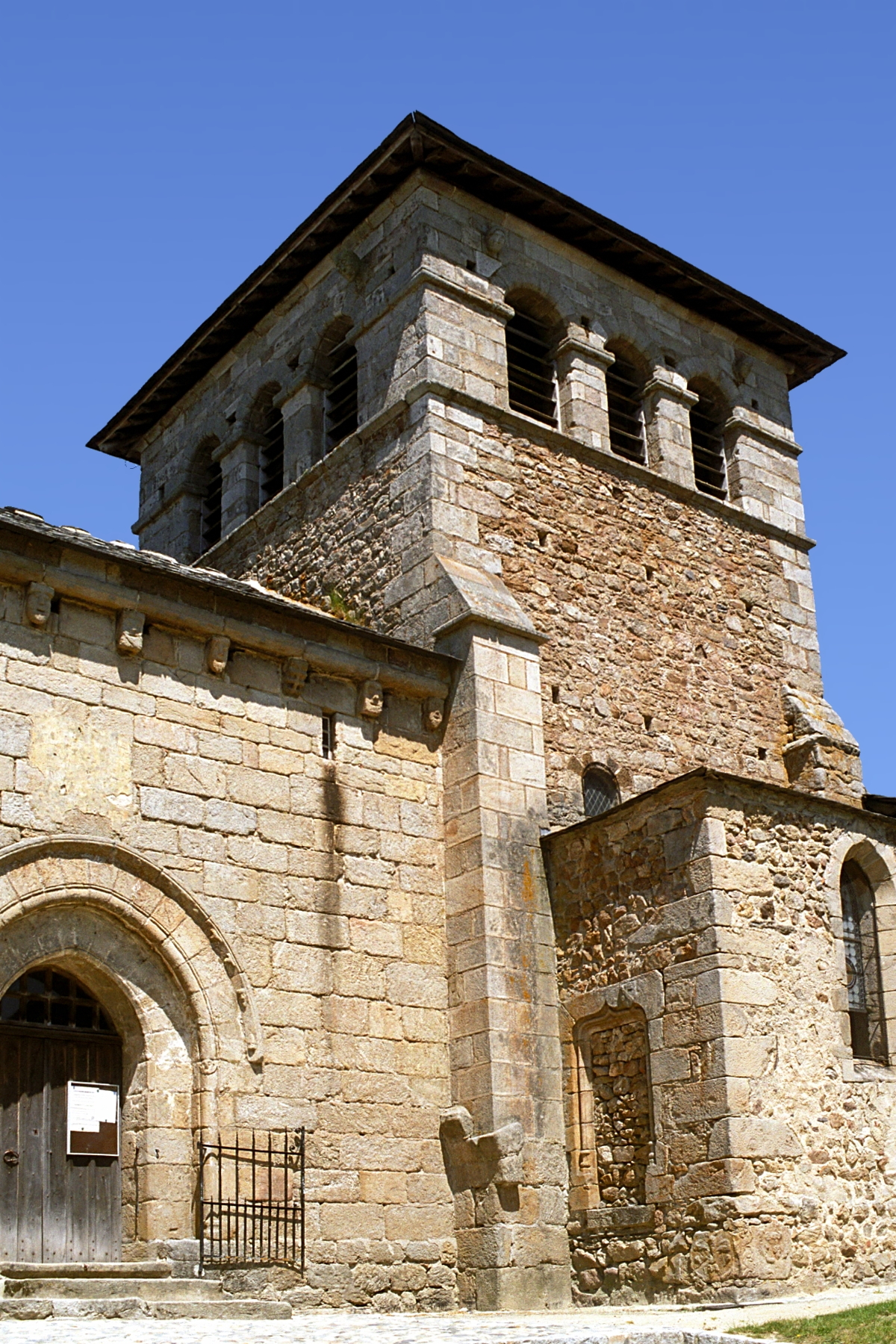
Le clocher.